# اردوگاه

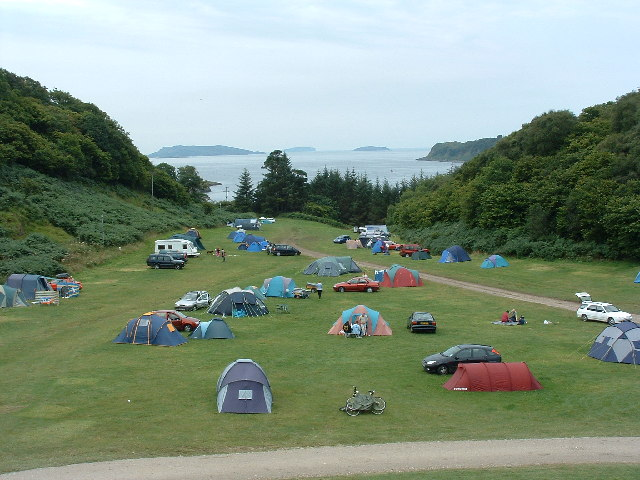
Gallanach Campsite - geograph.org.uk - 36570

اردوگاه به محلی گفته می‌شود که برای اهداف گوناگونی مانند تفریح، آموزش، اسکان موقت، فعالیت‌های نظامی یا پناه دادن به آوارگان برپا می‌شود. این مکان‌ها ممکن است به صورت موقت یا دائمی باشند و امکانات متفاوتی بسته به نوع استفاده ارائه دهند.

## تاریخچه
اردوگاه‌ها از زمان‌های قدیم در فرهنگ‌های مختلف وجود داشته‌اند. در دوران باستان، ارتش‌ها برای اسکان موقت سربازان از اردوگاه‌ها استفاده می‌کردند. در قرون وسطی، کاروان‌ها و تجار نیز از این مکان‌ها برای توقف و استراحت بهره می‌بردند. در دوران مدرن، اردوگاه‌ها به شکل‌های گوناگون برای اهداف تفریحی، آموزشی، نظامی و پناهندگی گسترش یافتند.

## انواع اردوگاه
1. اردوگاه تفریحی: این نوع اردوگاه‌ها معمولاً برای کودکان، نوجوانان یا خانواده‌ها برگزار می‌شوند و شامل فعالیت‌های سرگرم‌کننده مانند کوهنوردی، شنا، آتش‌بازی و آموزش‌های گروهی هستند.
2. اردوگاه نظامی: این اردوگاه‌ها برای آموزش و تمرین نظامیان طراحی شده‌اند. معمولاً شامل تمرین‌های نظامی، شبیه‌سازی شرایط جنگی و آموزش‌های تخصصی هستند.
3. اردوگاه پناهندگان: برای اسکان موقت افراد بی‌خانمان، آوارگان یا پناهجویان ساخته می‌شود. این اردوگاه‌ها معمولاً توسط سازمان‌های بین‌المللی یا دولتی اداره می‌شوند.
4. اردوگاه آموزشی: برای ارائه آموزش‌های تخصصی یا مهارت‌های زندگی به افراد برگزار می‌شوند. این اردوگاه‌ها می‌توانند موضوعاتی مانند علوم، هنر، تکنولوژی یا فعالیت‌های ورزشی را پوشش دهند.
5. اردوگاه اضطراری: در شرایط بحران‌هایی مانند زلزله، سیل یا جنگ برای اسکان موقت افراد آسیب‌دیده برپا می‌شود.

## امکانات و ساختار
اردوگاه‌ها بسته به نوع و هدفشان امکانات متفاوتی دارند. برخی از امکانات رایج عبارتند از:
- چادر یا سازه‌های موقت: برای اسکان افراد.
- سرویس‌های بهداشتی: شامل حمام و توالت‌های موقت یا دائمی.
- آشپزخانه و غذاخوری: برای تهیه و توزیع غذا.
- فضاهای آموزشی یا تفریحی: مانند کلاس‌های آموزشی، سالن‌های ورزشی یا زمین‌های بازی.
- خدمات درمانی: شامل کلینیک‌های کوچک یا دسترسی به پزشکان.

## کاربردها و اهداف
اردوگاه‌ها بسته به نوع و هدفشان می‌توانند کاربردهای متفاوتی داشته باشند:
- تفریح و سرگرمی: برای ایجاد لحظات خوش و خاطره‌ساز برای شرکت‌کنندگان.
- آموزش: برای یادگیری مهارت‌های جدید، تقویت روحیه کار گروهی یا آموزش نظامی.
- پناه‌دادن: به افرادی که در اثر بلایای طبیعی یا جنگ بی‌خانمان شده‌اند.
- تمرین نظامی: آماده‌سازی سربازان برای مأموریت‌های نظامی.

## نمونه های معروف
- اردوگاه‌های پناهندگان: مانند اردوگاه‌هایی که توسط سازمان ملل متحد در مناطق جنگ‌زده مانند سوریه و یمن ایجاد شده‌اند.
- اردوگاه‌های تابستانی: مانند کمپ‌های تفریحی در کشورهای مختلف برای کودکان و نوجوانان.
- اردوگاه‌های نظامی: مانند اردوگاه‌های آموزشی در ارتش‌ها.